# Monumento a los Héroes de La Concepción
El monumento a los Héroes de La Concepción es un conjunto escultórico de bronce ubicado en el bandejón central de la avenida Libertador General Bernardo O'Higgins cerca de su intersección con la avenida Manuel Rodríguez, en el centro de la ciudad de Santiago, Chile. Obra de la escultora Rebeca Matte, fue inaugurado en 1923 y realiza un homenaje a los 77 soldados que combatieron hasta su muerte durante la batalla de La Concepción, en el marco de la guerra del Pacífico, el 9 de julio de 1882.
Un primer proyecto para un monumento en homenaje a los Héroes de La Concepción lo realizó Virginio Arias, quien presentó un diseño llamado «Las Glorias del Ejército de Chile». Cerca de 1913, la escultora Rebeca Matte, que residía en Florencia, obsequió la obra a Chile. Si bien se consideró su instalación cerca de la Estación Mapocho, fue emplazado en el bandejón central de la Alameda, donde fue inaugurado por el presidente Arturo Alessandri el 18 de marzo de 1923.
El monumento comprende cinco estatuas que simbolizan los sacrificios de la guerra. En el centro, un joven sostiene la bandera nacional y alza su cuerpo y cabeza hacia el horizonte, mientras hay un caído a sus pies. A la derecha hay un hombre con las manos cruzadas que sigue al joven con la mirada, mientras que a la izquierda hay una figura con las manos extendidas y el puño cerrado. En la parte de atrás, una quinta figura completa la escena. El pedestal lleva el nombre de los 77 soldados caídos.
La estación del metro de Santiago Los Héroes, inaugurada en 1975, debe su nombre a este conjunto escultórico. Además, el monumento aparece en el reverso del primer diseño del billete de 1000 pesos emitido entre 1978 y 2010, y que fue introducido en marco de la conmemoración del centenario del comienzo de la guerra del Pacífico.